# 어둠의 실력자가 되고 싶어서!

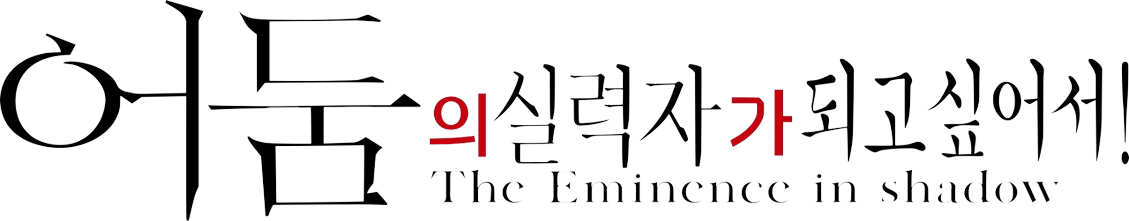

어둠의 실력자가 되고 싶어서!(陰の実力者になりたくて!)는 아이자와 다이스케가 원작한 일본의 라이트 노벨 소설 작품이다. 「소설가가 되자」에서 2018년 1월부터 연재 중. 단행본은 엔터브레인(KADOKAWA)에서 B6판 크기로 2018년 11월부터 간행되어 일러스트는 토자이가 담당. 2021년 10월 현재 시리즈 누계 발행 부수는 150만 부를 돌파하고 있다.

## 줄거리
철이 들 무렵부터 어둠의 실력자를 동경하던 소년은 학교에서는 티내지 않으면서 뒤로는 실력자가 되기 위한 수양을 쌓고 있었다.이윽고, 핵으로 증발하지 않기 위한 미지의 힘을 찾아 가혹한 수행에 임하게 되지만, 고교 마지막 여름, 수행이 돌아오는 길에 환각을 보다 사고를 당해 사망. 마력이 있는 다른 세계에, 카게노 남작가의 아들 시드로 환생한다.
환생한 후 10년 동안 시드는 변함없이 실력을 숨기면서 수행을 계속했지만, 어느 때 도적단을 토벌하여 얻은 고깃덩이에 마력실험을 하면서 엘프의 소녀로 변화. 시드는 은혜를 갚겠다고 나선 엘프에게 알파라고 이름붙여 자신의 부하로 삼으며, 「마인 디아볼로스의 부활을 노리는 디아볼로스 가든을 토멸한다」고 하는 적당한 설정에 이야기하여, 이에 맞설 조직으로 섀도우 가든을 설립한다.
그러나, 시드가 단순한 망상으로 말했을 디아볼로스 교단은 실제로 존재하고 있었던 것이다.